# Valutazione (azienda)
La valutazione d'azienda (in inglese: business valuation) è quel processo di stima finalizzato, attraverso disparate tecniche, alla determinazione del valore del capitale economico di una azienda.
Normalmente, la valutazione d'azienda avviene nell'ambito di una acquisizione aziendale, tale per cui l'azienda che acquisisce l'azienda target vuole capire il suo valore. Quest'attività non va confusa con l'analisi di bilancio.
In Italia, i principi seguiti nell'ambito della valutazione sono predisposti e mantenuti aggiornati dall'Organismo Italiano di Valutazione (OIV), fondato nel 2011. L'OIV, che si propone di divenire un riferimento per il legislatore nazionale, è partecipato da esperti accademici e professionisti che si dedicano alla disciplina, alimentando così il dibattito internazionale degli esperti di valutazione.

## Caratteristiche della valutazione d'azienda
La valutazione di una azienda deve risultare una misurazione contraddistinta il più marcatamente possibile dalle seguenti caratteristiche.
1. Generalità: la stima deve risultare valida per ciascun potenziale acquirente in normali condizioni di mercato, indipendentemente dall’utilità di acquisizione, della natura, dei particolari interessi, della forza contrattuale dei soggetti che prendono parte alla negoziazione.
2. Razionalità: un metodo di valutazione deve essere valido concettualmente e dotato di consistenza teorica, così da non dare adito ad obiezioni di sorta.
3. Obiettività (o Oggettività): la valutazione non deve subire l’influenza del soggetto che effettua la stima e il metodo deve ritenersi concretamente applicabile, basato su dati certi o quantomeno credibili.
4. Dimostrabilità: le grandezze e i dati che nelle formule vengono attribuiti a variabili e parametri devono essere non solo attendibili ed obiettivi, ma anche verificabili; in altri termini, il processo deve risultare replicabile.
5. Stabilità: la stima non deve vivere costanti oscillazioni in virtù di elementi contingenti o cambiamenti di opinione; questo significa che eventuali mutazioni di valore nel breve termine siano da ascrivere solamente ad errori ab origine o ad eventi imprevedibili.

## Differenze tra valore e prezzo
Il valore, economicamente inteso, rappresenta l’ammontare a cui un certo bene – nel caso della valutazione d'azienda, il capitale economico - può essere acquistato o venduto; trattasi di un dato non univoco, tuttavia valido per l’obiettivo, il tempo e le condizioni in cui viene determinata la stima. Il valore così inteso può differire rispetto al prezzo effettivo di vendita. 
Infatti, il valore è frutto di stime che possono risultare divergenti a causa di molteplici fattori legati a formule (ad esempio, previsioni di flussi, apprezzamento dei rischi e quindi tassi), mentre il prezzo è un dato espresso dai mercati che dipenderà anche dalle condizioni soggettive di negoziazione (quali asimmetrie informative, divergenza di interessi, forza contrattuale e abilità negoziale delle parti).
Tra le variabili che dal valore consentono di determinare il prezzo si possono annoverare:

- variabili esterne:
- fluidità/rigidità dei capitali legati alle imprese;
- efficienza dei mercati finanziari;
- ciclo della domanda/offerta del capitale di rischio;
- processi di concentrazione in atto nel settore;

- variabili interne:
- trasparenza ed efficacia delle comunicazioni;
- credibilità strategica e reddituale.

## Soggetti che effettuano le valutazioni
La valutazione di aziende, partecipazioni, progetti rappresenta l’attività abitualmente svolta da talune tipologie di professionisti che sfruttano apposite banche dati o fonti di informazioni. Le entità alle quali tipicamente si richiede una valutazione sono le seguenti:
- i private equity e venture capital investor nell’ambito dell’acquisizione di partecipazioni, siano esse di minoranza o di maggioranza, e delle valutazioni di start up;
- le investment bank, che rilasciano equity research, equity report e fairness opinion; gli equity analyst che operano in questo ambito redigono report tempestivamente disponibili al pubblico e offrenti taluni parametri utilizzabili nel processo valutativo (ad esempio, premi per il rischio, liste di comparable company);
- le merchant bank, le società di consulenza e le società di revisione, che si esprimono in operazioni di acquisizione e fusione ed emettono fairness opinion;
- gli investitori strategici, che agiscono nelle acquisizioni e cessioni di imprese e partecipazioni, così come con riferimento ai piani di stock option e ai financial reporting;
- i commercialisti e i periti, che rilasciano fairness opinion, consulenze tecniche per il giudice o in arbitrati, perizie a fini fiscali, valutazione di danni e di perdita di chance.

## Metodi di valutazione del capitale economico
Tra i differenti metodi di valutazione del capitale economico d'impresa possiamo distinguere, anzitutto, tra metodi diretti ed indiretti:
- vengono definiti diretti quei metodi che fanno riferimento per l'individuazione del valore dell'azienda agli effettivi prezzi espressi dal mercato per quote di capitale dell'impresa medesima o di aziende similari (ad esempio azioni negoziate sul mercato della Borsa o su altri mercati)
- sono indiretti quei metodi che, per assenza o insufficienza dei dati di mercato impostano su basi diverse (reddito, flussi finanziari, patrimonio) il processo di stima del capitale economico.

### Metodi diretti
Per quanto riguarda i metodi diretti, possiamo avere due ipotesi:
1. l'azienda da valutare non ha proprie quote sul mercato di Borsa né su altri mercati (ad esempio i mercati ristretti): in questo caso si farà riferimento per la valutazione all'eventuale prezzo precedentemente pagato per l'acquisto dell'azienda stessa ovvero, in mancanza di quest'ultimo o quando questo si riferisse ad operazioni troppo datate, ai prezzi espressi dal mercato per aziende simili a quella in questione, e quindi a questa confrontabili per dimensione, risultati, linee di prodotto, settore di appartenenza: l'affidabilità di tale tipo di stima è assai scarsa essendo il trasferimento di un'impresa un fatto unico le cui linee di sviluppo sono dettate da fattori particolari e soggettivi;
2. l'azienda è quotata sul mercato e quindi per la valutazione del capitale economico verrà preso in considerazione tale valore di mercato

I requisiti richiesti per un affidabile metodo di valutazione non sono però sufficientemente soddisfatti dai metodi diretti.
Per quanto riguarda il requisito della razionalità possiamo infatti osservare che le negoziazioni svolte in borsa, avendo ad oggetto usualmente limitate partite di titoli, non esprimono il valore della partecipazione di controllo dell'azienda (il cosiddetto "flottante " essendo in genere scarso e pari ad una piccola percentuale del capitale sociale per l'ovvia ragione che il soggetto economico ed i maggiori azionisti non vogliono alterare i rapporti di potere all'interno della società), inoltre i corsi di borsa sono variabili nel tempo senza che, spesso, siano percepibili le ragioni delle fluttuazioni (fattori occasionali e contingenti che influenzano il mercato) mancando quindi la relazione diretta fra andamento del valore delle azioni e capitale economico dell'azienda.
Per quanto riguarda il requisito della generalità: il valore che viene effettivamente negoziato sul mercato è un valore che tiene conto delle condizioni soggettive di negoziazione, in contrasto dunque con quanto stabilito da tale requisito.
Sotto il profilo dell'obiettività, infine, i metodi diretti sono piuttosto affidabili ma pongono pur sempre alcuni problemi di non facile soluzione, tra i quali, ad esempio:
- scelta del tipo di prezzo dove l'azione fosse negoziata su diverse piazze
- scelta dell'arco di tempo cui riferire la valutazione
- scelta del metodo con il quale sintetizzare prezzi riferiti a periodi diversi al fine di ottenere l'indice finale.

Date queste ineliminabili carenze detti metodi possono mantenere una validità puramente residuale, di controllo dei risultati ottenuti dall'applicazione di metodologie di valutazione indirette.

### Metodi indiretti
I metodi di valutazione di tipo indiretto possono essere distinti come segue:
1. metodi indiretti basati su grandezze flusso (metodi finanziari e reddituali); a loro volta suddivisibili in:

1.1 metodi fondamentali teorici e
1.2 metodi fondamentali semplificati;
2. metodi indiretti basati su grandezze stock (metodi patrimoniali).

#### Metodi fondamentali teorici
Per quanto riguarda i metodi fondamentali teorici i principali sono i seguenti: 
1. metodo dei flussi di dividendo distribuibili;
2. metodo dei flussi finanziari;
3. metodo dei flussi reddituali.

##### Metodo teorico dei flussi di dividendo distribuibili
Il metodo teorico dei flussi di dividendo distribuibili fissa il valore del capitale economico di un'azienda (indicato con W) stimandolo uguale alla somma dei flussi di dividendo futuri che l'azienda è in grado di generare in tutti gli anni della sua vita compreso il flusso dell'ultimo anno di vita che esprime il valore finale di recupero: abbiamo, cioè, che il valore del capitale economico è pari alla somma di due componenti: il valore attuale dei dividendi che l'azienda sarà in grado di generare in ogni anno s-esimo pari a {\displaystyle d_{s}v^{s}} (con v pari al fattore di attualizzazione cioè ad {\displaystyle \left({\frac {1}{1+i}}\right)} dove i è il tasso di sconto) più il valore attuale del valore finale di recupero {\displaystyle P_{n}} e cioè {\displaystyle P_{n}v^{n}}: avremo allora che il capitale economico sarà valutato come:
{\displaystyle \sum _{s=1}^{n}d_{s}v^{s}+P_{n}V^{n}}
Usando questo metodo di valutazione con il termine dividendo distribuibile ci si riferisce a quel dividendo che può essere distribuito dall'azienda senza che venga alterato il suo equilibrio finanziario.

##### Metodo teorico dei flussi finanziari
Il metodo teorico dei flussi finanziari considera quale grandezza base per la stima del capitale economico d'impresa i flussi finanziari dati, per ogni esercizio, dalla differenza fra entrate ed uscite monetarie, dove le prime possono essere dovute a riscossioni per ricavi d'esercizio, crediti, aumenti di capitale proprio, accensione di debiti finanziari, disinvestimenti mentre le uscite possono essere dovute a pagamenti per l'acquisizione di fattori produttivi, concessione di prestiti, rimborsi di capitale proprio, rimborsi di debiti finanziari e nuovi investimenti effettuati dall'impresa.
Il metodo in esame stima quindi il valore del capitale economico d'impresa come somma delle due componenti: somma dei valori attuali dei flussi finanziari (F) che l'azienda sarà in grado di generare negli esercizi futuri e valore attuale del flusso dell'ultimo anno che è comprensivo del valore di realizzo dell'azienda; secondo questo metodo avremo quindi:
{\displaystyle \sum _{s=1}^{n-1}F_{s}v^{s}+F_{n}V^{n}}
Ove si assumesse una durata della vita aziendale indefinita l'ultima componente dell'uguaglianza sarà pari a zero essendo tale il valore di realizzo finale.

##### Metodo teorico dei flussi reddituali
Il metodo teorico dei flussi reddituali stabilisce di attualizzare i flussi reddituali che l'impresa sarà in grado di generare in tutti gli anni della sua vita, incluso il flusso finale che include il valore di realizzo dell'azienda; avremo dunque che il capitale economico sarà stimato come {\displaystyle W=R_{1}v+R_{2}v^{2}+\cdots +R_{n}v^{n}} ovvero come
{\displaystyle \sum _{s=1}^{n}R_{s}v^{s}}
Se si suppone che l'impresa abbia una durata indefinita l'ultimo flusso sarà, anche in questo caso, pari a zero.
Tale metodo risponde ad una logica tradizionale e consolidata: un'azienda ha tanto valore quanta attitudine possiede a generare reddito.
I metodi teorici, pur essendo ottimi dal punto di vista della razionalità e della generalità, sono però di problematica applicazione pratica essendo basati su grandezze di difficile stima e previsione: l'arbitrio del valutatore in tali stime li rende poco affidabili sotto l'aspetto dell'obiettività e consiglia l'uso di formule semplificate per la pratica professionale.

#### Metodi fondamentali finanziari semplificati
Questa costante carenza dei metodi teorici impone dunque il ricorso ai metodi semplificati. Tali metodi discendono da quelli teorici ai quali vengono apportate le opportune semplificazioni; tali semplificazioni sono soprattutto inerenti:
- l'orizzonte temporale: più ci si sposta in avanti nel futuro, maggiore è la difficoltà nella stima dei flussi di reddito, finanziari o di dividendo; nei metodi semplificati vengono dunque presi in considerazione i flussi generati dall'impresa solo per un limitato numero di anni, fissato, generalmente, tra i cinque ed i dieci;
- le modalità di calcolo dei parametri del flusso: con i metodi semplificati si guadagna in obiettività ma si perde in razionalità il che porta a concludere che nessuno dei metodi considerati risponde strettamente a tutti e tre i requisiti richiesti.

Tra i metodi semplificati vanno menzionati, in primo luogo, i metodi finanziari semplificati.

##### Metodo dei flussi monetari complessivi disponibili
A questi ultimi appartiene il metodo basato sui flussi monetari complessivi disponibili dove il flusso monetario complessivo disponibile è il flusso generato dalla gestione aziendale che può essere destinato alla distribuzione senza alterare l'equilibrio finanziario dell'impresa; per determinare questo flusso si ricorre ad una sorta di rendiconto finanziario e, cioè, all'analisi delle fonti di finanziamento e degli impieghi o investimenti; il flusso monetario complessivo disponibile scaturisce dal seguente schema in report form:
| FATTURATO -                                        |
| COSTI MONETARI =                                   |
| MARGINE OPERATIVO LORDO -                          |
| IMPOSTE =                                          |
| MARGINE OPERATIVO NETTO {\displaystyle \pm }       |
| VARIAZ. NETTA DI CAP. CIRCOLANTE =                 |
| FLUSSO MONET. GEST. CORRENTE {\displaystyle \pm }  |
| VARIAZ. NETTA DI CAP. FISSO =                      |
| FLUSSO MONET. GEST. OPERATIVA {\displaystyle \pm } |
| VARIAZ. NETTA DEBITI FINANZIARI -                  |
| ONERI FINANZIARI =                                 |
| FLUSSO MONETARIO COMPLESSIVO DISPONIBILE           |

il metodo in esame stima il valore del capitale economico dell'impresa pari al valore attuale dei flussi monetari complessivi disponibili per un certo numero di anni o, al limite, per tutti gli anni di vita dell'impresa. Il valore del capitale economico ricercato sarà pertanto dato da
{\displaystyle \sum _{s=1}^{n}F_{s}v^{s}}
I flussi considerati da tale metodo sono i flussi che lasciano in equilibrio la situazione finanziaria dell'impresa; le semplificazioni adottate sono, dunque, nell'orizzonte temporale e nell'utilizzo, in sostituzione di un flusso finanziario totale (Entrate - Uscite), di un flusso parziale disponibile.

##### Metodo dei flussi monetari della gestione operativa
Un secondo metodo finanziario semplificato da considerare è il metodo dei flussi monetari della gestione operativa (FMGo): considerando le vendite dell'anno precedente alla valutazione, indicate con Vt-1, ed avendo convenuto di indicare:
- con g il tasso di incremento delle vendite nell'anno
- con Pt il margine operativo percentuale unitario (che indica il guadagno percentuale per unità di vendita)
- con Tt l'aliquota fiscale
- con ct il capitale circolante addizionale richiesto dall'incremento delle vendite
- con ft il capitale fisso addizionale richiesto dal medesimo incremento

possiamo esprimere i flussi monetari della gestione operativa con l'espressione seguente FMGo=[Vt-1(1+g)*Pt*(1-Tt)]-(ct+ft)*(Vt-Vt-1) dove l'espressione fra parentesi quadre indicherà il margine operativo unitario al netto delle imposte al quale, per ottenere il flusso monetario della gestione operativa, andrà sottratto l'incremento di impiego del capitale (fisso e circolante) resosi necessario per incrementare le vendite dell'impresa nell'anno.
Analogamente agli altri metodi il metodo del FMGo stima il valore del capitale economico dell'impresa viene come somma dei flussi monetari della gestione operativa che si genereranno negli anni futuri, attualizzati al momento della valutazione, compreso il flusso dell'ultimo anno che, una volta sottratto l'ammontare dei debiti finanziari esistenti al momento della stima, rappresenterà il valore residuo dell'azienda; nell'ipotesi semplificatrice di un tasso di attualizzazione sempre uguale nel tempo ed indicando con Vf il valore finale e con D l'ammontare dei debiti finanziari al momento della stima otteniamo allora un valore del capitale economico pari a:
{\displaystyle \sum _{t=1}^{n-1}[(FM_{G}o)_{t}*(1+i)^{-t}]+[Vf*(1+i)^{-(n-1)}-D]}
Anche in questo caso le semplificazioni adottate riguardano l'orizzonte temporale (fissato tra i quattro ed i dieci anni, al massimo) ed il fatto di considerare un solo flusso, quello della gestione operativa appunto.
Per quanto riguarda l'orizzonte temporale bisogna poi considerare che possono presentarsi due alternative: o la durata dello stesso viene agganciata a condizioni oggettive e specifiche dell'azienda in valutazione ovvero tale estensione dipenderà dalla possibilità per il perito indipendente di formulare stime probabilisticamente dotate di un buon grado di attendibilità; nella pratica si considerano, come visto, flussi che vanno dai quattro ai dieci anni e si suole suddividerli in tre fasce:
- 0-3 anni: i singoli flussi monetari sono stimati con sufficiente attendibilità (la stima dei flussi è puntuale, anno per anno);
- 4-8 anni: diventa più difficile stimare i flussi singolarmente e si punta allora sull'estrapolazione del trend (cioè della tendenza) dei primi tre anni;
- 9-10 anni: in questo caso la stima risulta ancor più incerta e viene allora considerato un flusso costante e pari al flusso dell'ottavo anno come precedentemente calcolato.

Con questo artificio la stima dei periodi futuri avviene utilizzando tecniche diverse a seconda delle difficoltà e dell'incertezza nella misurazione. Per quanto riguarda il tasso di attualizzazione è possibile usare il tasso di ogni singolo periodo oppure un tasso unico per tutti i periodi, ma in genere si considera un tasso unico fissato come tasso di remunerazione congrua (un tasso, cioè, che tenga conto della remunerazione per il puro investimento di capitale, per il rischio economico d'impresa e della remunerazione per il lavoro imprenditoriale).

#### Metodi fondamentali reddituali semplificati

##### Metodo reddituale semplificato puro
Secondo tale metodologia il valore del capitale economico di una impresa è pari alla attualizzazione, ad un determinato tasso di interesse, del reddito medio futuro atteso prodotto dall'azienda medesima.
Se viene posta l'ipotesi di durata illimitata della impresa il valore del capitale economico della stessa sarà sinteticamente espresso dalla seguente formula (ricavata dallo sviluppo della formula di attualizzazione di una rendita infinita): {\displaystyle W={\frac {R}{i}}}; la semplificazione apportata rispetto ai metodi reddituali teorici riguarda dunque l'adozione di un parametro reddituale unico e costante per tutta la durata residua della vita aziendale e pari, appunto, ad R.
Il valore di R è stimato secondo diverse metodologie:
1. Metodo dei risultati storici secondo il quale si ipotizza per il futuro il mantenimento del reddito medio conseguito dall'impresa negli ultimi tre/cinque anni, opportunamente riesprimendo tale valore medio alla data della valutazione;
2. Metodo dell'estrapolazione dei risultati storici il quale valuta il parametro R come risultante della media dei redditi ottenuti dall'estrapolazione (trend) dei redditi degli ultimi tre/cinque anni;
3. Metodo dei risultati programmati che stima il parametro in questione sulla base di una media dei risultati previsti dai piani e dai programmi aziendali per il futuro;
4. Metodo innovazione: questo metodo studia l'andamento reddituale della gestione qualora si verificassero delle condizioni o delle innovazioni ritenute, alla data della stima, solamente possibili e si basa quindi (al contrario delle metodologie precedenti le quali, invece, partono dall'ipotesi di continuità gestionale dell'impresa) sull'ipotesi di un cambiamento nella tendenza gestionale dell'impresa.

Va tuttavia osservato che permangono situazioni nelle quali non risulta possibile determinare il reddito futuro atteso come, ad esempio, qualora l'impresa da valutare fosse inserita in un gruppo e dovesse sopportare, in tal modo, economie o diseconomie dovute a questa sua appartenenza ad un ambito più ampio e non già alla sua struttura economica ed organizzativa; in questi casi si preferisce considerare un reddito medio virtuale: il parametro reddituale viene, cioè, determinato non in base alle effettive risultanze contabili dell'azienda oggetto di valutazione ma facendo riferimento a quel risultato che l'impresa raggiungerebbe qualora non fosse inserita nel gruppo.

##### Metodo reddituale semplificato complesso
Tale seconda metodologia stima il valore dell'azienda sulla base dei redditi normali attesi puntuali, dei redditi, cioè, attesi anno per anno su di un orizzonte temporale che difficilmente supera i dieci anni; il valore di W è pertanto dato dalla seguente espressione: W=R1*(1+i)−1+R2*(1+i)−2+...+VFn*(1+i)-n ovvero da
{\displaystyle \sum _{s=1}^{n-1}[R_{s}v^{s}]+[VF_{n}v^{n}]}
La stima dei valori puntuali di reddito avviene sulla base di scenari che sono costruiti, con riferimento all'azienda da valutare, tenendo conto sia dei dati contenuti nei piani e nei programmi dell'impresa che dei dati di mercato. Rispetto ai metodi reddituali teorici la semplificazione apportata è quindi nell'estensione dell'orizzonte temporale.